# Popponesset Island
Popponesset Island es un lugar designado por el censo ubicado en el condado de Barnstable en el estado estadounidense de Massachusetts. En el Censo de 2010 tenía una población de 26 habitantes y una densidad poblacional de 26,28 personas por km².

## Geografía
Popponesset Island se encuentra ubicado en las coordenadas 41°35′2″N 70°27′36″O / 41.58389, -70.46000. Según la Oficina del Censo de los Estados Unidos, Popponesset Island tiene una superficie total de 0.99 km², de la cual 0.19 km² corresponden a tierra firme y (81.15%) 0.8 km² es agua.

## Demografía
Según el censo de 2010, había 26 personas residiendo en Popponesset Island. La densidad de población era de 26,28 hab./km². De los 26 habitantes, Popponesset Island estaba compuesto por el 100% blancos, el 0% eran afroamericanos, el 0% eran amerindios, el 0% eran asiáticos, el 0% eran isleños del Pacífico, el 0% eran de otras razas y el 0% pertenecían a dos o más razas. Del total de la población el 0% eran hispanos o latinos de cualquier raza.